# Aladža džamija u Foči
Hasan Nazirova džamija (znana kao Aladža džamija), središnja je džamija Goraždanskog muftiluka, te najznačajniji objekt u Foči. Jedna od tri najznačajnije džamije u Bosni i Hercegovini, uz Gazi Husrev-begovu u Sarajevu i Ferhadiju džamiju u Banjoj Luci.

## Povijest
Aladža džamija je u Foči podignuta je 1549. godine. Podigao ju je Hasan Nazir, bliski suradnik Mimara Sinana. Ukrašena je lijepim bojama, pa je nazvana Aladža - što znači šarena džamija. Džamija je viša od 36 metara i skladnih je linija, mramorni stubovi, portal, kube, ćoškovi i ćosnici. Aladža džamije nalazi se na desnoj obali rijeke Ćehotine, oko 1,5 km daleko od ušća Ćehotine u Drinu, uzvodno od Gornjeg mosta, blizu stare fočanske čaršije i centra grada smještenog u prirodnom trougaonom prostoru kog formiraju rijeke Drina i Ćehotina. U sastavu kompleksa Aladže džamije nalazili su se džamija, turbe, šadrvan, grobni sarkofazi i nišani. Kompleks je ograđen kamenim zidom, ima dvije ulazne kapije i česmu.
Oslikana ornamentika je u tipičnom osmanskom klasičnom arhitektonskom stilu, a budući da je bila prva džamija te vrste u Bosni i Hercegovini, njen dizajn su emulirale mnoge druge koje su kasnije izgrađene. To je jedan od razloga zašto su je jugoslavenske vlasti 1950. godine stavile pod zaštitu države. 
Na osnovu putopisa Evlije Čelebije i njegovog detaljnog opisa Aladža džamije iz 1664. godine znamo da je glavni arhitekta bio Ramadan-aga, a da su u izgradnji objekta učestvovali razni umjetnici, među kojima su svakako bili i dubrovački majstori. Tehnika zidanja Aladža džamije, precizno obrađeni kameni kvaderi, u pravilnim nizovima i horizontalnim redovima, odgovora načinu zidanja drugih islamskih objekata u Hercegovini, koje su zidali Dubrovčani.
Zidovi objekta u prizemlju, debljine 1,18 m, rađeni su od pravilno obrađenih kvadara sedre. U poređenju s drugim bosanskim džamijama Aladža džamija ima najljepše i najpravilnije zidanje u kamenu. Prema svojim dimenzijama, ona spada u srednje velike džamije izgrađene u Bosni i Hercegovini: duga je 18,07 m, a široka 13,70 metara. Ukupna visina  minareta je 27,8 m.
Više od arhitekture Aladža džamiju je proslavilo njeno zidno slikarstvo. Zidno slikarstvo Aladža džamije nastalo je najvjerojatnije neposredno poslije izgradnje objekta. Prvi pisani trag o ornamentici džamije nalazi se kod mletačkog putopisca Pavla Kontarinija, koji je prolazeći kroz Foču 1580. godine napisao da Hasan Nazirova zadužbina "ima lijep trijem", što se vjerojatno odnosilo na dekoraciju, a ne na arhitekturu. Prvi pisani pomen Aladža (šarene) džamije u dokumentima je iz 1588. godine, gdje se kaže da je ovo ime nosila prema svom ranije izvedenom slikarstvu. Evlija Čelebija je, putujući kroz Bosnu, poredio ornamentiku trijema Aladža džamije s djelima Behzada, Manijeva i Šah-Kula.
Dekoracija Aladža džamije je rađena tako da je na kamenu sedrenu podlogu majstor nabacio prvi sloj maltera specifičnog sastava. Taj sloj je umjesto pijeska imao sitno tucanu ciglu, koja je zbog rastvaranja u vodi obojila malter u crveno. Malter je bio mek, vrlo lomljiv i hidroskopičan. Na njega je bio nabačen drugi tanji sloj (8 mm) koji je spravljen od kreča i lanenih vlakana. Na ovaj način dobio je nehotično suviše hidroskopičnu površinu, jer se sva voda upijala i slijevala ka temeljima zdanja i na taj način stvarala uslove za pojavu potklobučenja. Površina ovog sloja je bila dobro uglačana. Zatim je na prosušenu podlogu oštrim predmetom urezivao granice polja, bordura i okomitih simetrala budućih cjelina. Potom su slikari preko kartonskih predložaka prenosili u konturama osnovne elemente svojih ornamentalnih kompozicija. Nakon toga su slobodoručno tankim potezima crne boje sve to pojačali i dodali manje značajne detalje da bi na kraju pristupili kolorisanju samih ornamenata i njihove pozadine. Jačim koloritom je slikana samo pozadina, a ostalo je izvedeno diskretnim pastelnim tonovima. Kao posljedica takvog slikarskog postupka nastajale su prelijepe ornamentalne cjeline koje podsjećaju na uvećane arabeskne okvire islamskih minijatura 15. i prve polovine 16. stoljeća.
Dana 8. kolovoza 1992. godine Vojska Republike Srpske je minirala i potpuno uništila kompleks Aladža džamije u Foči s objektima koji mu pripadaju: turbetom Ibrahima, sina osnivača džamije, mezarima koji su se nalazili istočno, južno i zapadno od džamije i nadgrobnim spomenikom osnivača Hasana Nazira, šadrvanom i česmom u zidu dvorišta, kamenim zidom na jugoistočnoj strani, veći potez kamenog zida na jugozapadnoj strani, južnoj i zapadnoj kapiji, a svi ostaci kamionima su odvezeni u korito rijeke Drine. Dio nišana koji se nalaze u blizini džamije, ostao je sačuvan. Sačuvani su i temelji džamije i šadrvana. Nakon uništavanja kompleksa, prostor džamije nije zagrađen odgovarajućom ogradom, niti su ostaci objekta džamije zaštićeni od daljnjeg propadanja. Neposredno uz džamiju napravljena se deponija smeća.
Prilikom otkopavanja prve lokacije 2001. godine pronađeno je nekoliko fragmenata za koje je utvrđeno da pripadaju objektu Aladža džamije. Dio tih fragmenata s dekoracijama je nakon toga prevezen u Visoko i čuvan u krugu JKP "Gradska groblja". Na zahtjev državnih organa predati su na daljnje čuvanje Bošnjačkom institutu u Sarajevu. Federalna komisija za traženje nestalih lica je među fragmentima džamije pronašla i električno brojilo čiji je broj identifikovan kao broj električnog brojila koje se nalazilo u Aladža džamiji.
Prvi fragmenti Aladže pronađeni su 2004. godine, zajedno s ostacima tijela ubijenih Bošnjaka, u masovnoj grobnici na obali rijeke Drine. Početak obnove Aladža džamija je započeo 2014. godine, a obnovljena i rekonstruirana je po ugledu na originalnu Aladžu. Obnovljena Aladža je otvorena 4. svibnja 2019. godine, a otvorila ju je Aziza Salčinović, žena koja je tijekom rata u Bosni i Hercegovini izgubila sina.
Tužiteljstvo Bosne i Hercegovine je u listopadu 2018. godine podiglo optužnicu protiv Gorana Mojovića, bivšeg pripadnika Vojske Republike Srpske, za učešće u postavljanju eksploziva i izazivanju eksplozije koja je uništila Aladža džamiju. Mojović je optužen za zločin protiv čovječnosti uništavanjem kulturnih, vjerskih ili povijesnih spomenika.
Tijekom osmanskog razdoblja u Foči je izgrađeno 17 džamija; 5 je uništeno tokom Drugog svjetskog rata, a 12 tokom rata u Bosni i Hercegovini. Od travnja do lipnja 1992. godine u Foči su porušene sve džamije.

## Vanjske poveznice
- East Journal
- Mvslim  Arhivirana inačica izvorne stranice od 20. siječnja 2021. (Wayback Machine)